# Scottdale String Band
Die Scottdale String Band war eine US-amerikanische Stringband aus Georgia. Die Scottdale String Band gehört zu den unbekannteren Gruppen der Old-Time Music, nahm aber zwischen 1927 und 1932 zahlreiche Platten auf.

## Karriere
Die Scottdale String Band benannte sich nach ihrer Heimatstadt Scottdale, Georgia, einem kleinen Dorf in der Nähe von Atlanta. Die Gruppe erschien erstmals in der Musikszene von Atlanta am 28. Oktober 1926, als sie für OKeh Records ihre erste Session abhielt. Die erste Veröffentlichung der Band folgte kurze Zeit später mit Aunt Hager’s Blues / Southern Blues. Im Januar 1927 trat die Scottdale String Band erstmals im Programm des Radiosenders WSB auf. Es folgten weitere Auftritte, unter anderem auch im Juli desselben Jahres. Bis 1932 war die Gruppe mit variierender Besetzung regelmäßiger Gast bei WSB.
Ebenfalls bis 1932 spielte die Scottdale String Band eine Reihe von Platten bei OKeh sowie zwei Stücke bei Paramount Records ein. Neben den traditionellen Fiddlestücken, genannt „Breakdowns“, wie Down Yonder enthielt das Repertoire der Band auch Jazzkompositionen: „[Their recorded material] shows a wider range of material including tunes used chiefly by the jazz bands“, notierte Bill Rattley in dem Magazin Old Time Music. Weitere Stücke der Gruppe waren unter anderem Carolina Glide, Chinese Breakdown, Scottdale Stomp, Sitting On Top of the World und der Wang Wang Blues.
Aufnahmen und Radioauftritte absolvierte die Band bis 1932; danach wurden nur noch andere öffentliche Auftritte unternommen. Die Scottdale String Band trennte sich um 1940.

## Diskografie
| Jahr              | Titel                                            | Anmerkungen                                           |
| ----------------- | ------------------------------------------------ | ----------------------------------------------------- |
| OKeh Records      |                                                  |                                                       |
| 1926              | Aunt Hager’s Blues / Southern Blues              |                                                       |
| 1927              | Chinese Breakdown / In The Shade of the Parasol  |                                                       |
| 1927              | Stone Mountain Wobble / Carbolic Acid Rag        |                                                       |
| 1927              | My Own Iona / Carolina Glide                     |                                                       |
| 1927              | Hoplight Ladies / Hiawatha Breakdown             |                                                       |
| 1927              | Down Yonder / Sea March                          |                                                       |
| 1928              | Going Crazy Blues / Promenade All                | B-Seite von den Four Virginians                       |
| 1928              | Share ’Em / Come Be My Rainbow                   |                                                       |
| 1928              | Green Mountain Poker / Silver Bell               | Green Mountain Poker heißt eigentlich Flop Eared Mule |
| 1929              | Coughdrop Blues / Waiting For The Robert E. Lee  |                                                       |
| 1929              | Sunset Waltz / Moonshiner Waltz                  |                                                       |
| 1929              | Honolulu Waltz / Kohala March                    |                                                       |
| 1930              | Sittin’ On Top of the World / Japanese Breakdown |                                                       |
| Paramount Records |                                                  |                                                       |
| 1932              | Wang Wang Blues / Stone Mountain Wobble          | als B.L. Pritchard acc. by Scottdale String Band      |